# Tvornica duhana Rovinj
TDR (Tvornica duhana Rovinj) je najveći proizvođač cigareta u regiji Jugoistočne Europe i jedini domaći proizvođač u Hrvatskoj. Uz matično tržište Hrvatske, TDR posluje u Bosni i Hercegovini, Crnoj Gori, Kosovu, Makedoniji, Sloveniji, Srbiji, Češkoj, Italiji, Španjolskoj i Njemačkoj, a gradnju tvornice cigareta planira i u Iranu.

## Povijest
Preteča TDR-a bio je pogon za opskrbu časnika austrougarske vojske cigarama, utemeljen 1872. godine. Do kraja Prvoga svjetskoga rata pogon je poslovao u sastavu austrijskog duhanskog monopola, a između dva svjetska rata bio je dio talijanskog duhanskoga monopola. Nakon Drugoga svjetskoga rata, rovinjska je tvornica opremljena novim strojevima što je rezultiralo širenjem proizvodnog asortimana i modernizacijom distributivne mreže. Osamdesetih godina nastao je Ronhill, daleko najpoznatiji brend TDR-a, a u devedesetima Tvornica duhana Rovinj postaje vodeća na hrvatskom tržištu. U siječnju 2001. TDR osniva vlastitu turističku tvrtku Adria Resorts (današnja Maistra). U prosincu 2003. osnovana je Adris Grupa, kao krovna korporacija unutar koje TDR postaje duhanska divizija i u svoj sastav uključuje i tvrtke Hrvatski duhani i Istragrafika. 

### Nova tvornica
U svibnju 2007. TDR je otvorio nove proizvodne pogone u mjestu Kanfanar, nedaleko Rovinja, i tako proizvodnju izmjestio iz središta Rovinja, gdje je ostala uprava kompanije. Prostori stare tvornice duhana koriste se za razne skupove i festivale, uključujući i Weekend Media Festival. 

### British American Tobacco
British American Tobacco (BAT), drugi proizvođač cigareta u svijetu s portfeljem od milijardu odraslih pušača, u listopadu 2015 za TDR je nakon odbitka obveza TDR-a platio 505 milijuna eura ili 3,83 milijarde kuna.

## Robne marke
- Avangard
- Ronhill (1979. – 2016.) promijenjeno u Dunhill
- Dunhill (2016. – danas)
- Walter Wolf
- York (do 2016.)
- Kolumbo
- MC
- Largo
- Filter 160
- Benston (do 2016.) promijenjeno u Rothmans
- Rothmans (2016. – danas)

U skorije vrijeme York bi se trebao preimenovati u Pall Mall dok bi Lucky Strike trebao zamijeniti Walter Wolf.

## Uprava
- Mato Zadro – predsjednik Uprave
- David Flam – član Uprave za marketing
- Vitomir Palinec – član Uprave za financije
- Ivan Leko – član Uprave za operacije
- Maja Džemidžić – članica Uprave za istraživanje i razvoj

## Vanjske poveznice
- Tvornica duhana Rovinj Hrvatska tehnička enciklopedija, portal hrvatske tehničke baštine. LZMK